# Scottish League Cup 1988/89
Der Scottish League Cup wurde 1988/89 zum 43. Mal ausgespielt. Der schottische Ligapokal, der unter den Teilnehmern der Scottish Football League ausgetragen wurde, begann am 10. August 1988 und endete mit dem Finale am 23. Oktober 1988. Wurde ein Duell nach 90 Minuten plus Verlängerung nicht entschieden, kam es zum Elfmeterschießen. Die Glasgow Rangers gewannen den Titel zum 16. Mal in der Klubgeschichte im Finalspiel gegen den FC Aberdeen. Für die Rangers war es der dritte Ligapokalsieg in folge nach 1986/87 und 1987/88.

## 1. Runde
Ausgetragen wurden die Begegnungen am 10. August 1988.
|                  | Ergebnis              |                 |
| ---------------- | --------------------- | --------------- |
| Alloa Athletic   | 2:4                   | Stirling Albion |
| Brechin City     | 3:1                   | FC Montrose     |
| FC Cowdenbeath   | ?:? n. V. (3:4 i. E.) | Albion Rovers   |
| FC Queen’s Park  | 1:2                   | FC Stranraer    |
| FC Stenhousemuir | 3:0                   | Berwick Rangers |

## 2. Runde
Ausgetragen wurden die Begegnungen am 16. und 17. August 1988.
|                     | Ergebnis              |                      |
| ------------------- | --------------------- | -------------------- |
| Albion Rovers       | 2:4                   | Hamilton Academical  |
| FC Dumbarton        | 1:3 n. V.             | FC St. Mirren        |
| FC Livingston       | 2:1                   | Stirling Albion      |
| Partick Thistle     | 0:2                   | Dundee United        |
| FC Aberdeen         | 4:0                   | FC Arbroath          |
| Airdrieonians FC    | 0:1                   | FC Motherwell        |
| Brechin City        | 0:2                   | Greenock Morton      |
| Celtic Glasgow      | 4:1                   | Ayr United           |
| FC Clyde            | 0:3                   | Glasgow Rangers      |
| FC Clydebank        | 2:0                   | FC Stenhousemuir     |
| FC Dundee           | 5:1                   | Queen of the South   |
| FC East Fife        | ?:? n. V. (3:4 i. E.) | Dunfermline Athletic |
| FC Falkirk          | ?:? n. V. (9:8 n. E.) | Raith Rovers         |
| Heart of Midlothian | 5:0                   | FC St. Johnstone     |
| Hibernian Edinburgh | 4:0                   | FC Stranraer         |
| FC Kilmarnock       | 1:0                   | Forfar Athletic      |

## 3. Runde
Ausgetragen wurden die Begegnungen am 23. und 24. August 1988.
|                      | Ergebnis |                     |
| -------------------- | -------- | ------------------- |
| Hibernian Edinburgh  | 1:0      | FC Kilmarnock       |
| FC Livingston        | 0:2      | Heart of Midlothian |
| Greenock Morton      | 1:2      | FC Aberdeen         |
| Celtic Glasgow       | 7:2      | Hamilton Academical |
| FC Dundee            | 2:1      | FC Falkirk          |
| Dunfermline Athletic | 2:1      | FC Motherwell       |
| Glasgow Rangers      | 6:0      | FC Clydebank        |
| FC St. Mirren        | 1:3      | Dundee United       |

## Viertelfinale
Ausgetragen wurden die Begegnungen am 31. August 1988.
|                      | Ergebnis  |                     |
| -------------------- | --------- | ------------------- |
| Hibernian Edinburgh  | 1:2 n. V. | FC Aberdeen         |
| Dundee United        | 2:0       | Celtic Glasgow      |
| Dunfermline Athletic | 1:4       | Heart of Midlothian |
| Glasgow Rangers      | 4:1       | FC Dundee           |

## Halbfinale
Ausgetragen wurden die Begegnungen am 20. und 21. September 1988.
|                     | Ergebnis |                 |
| ------------------- | -------- | --------------- |
| FC Aberdeen         | 2:0      | Dundee United   |
| Heart of Midlothian | 0:3      | Glasgow Rangers |

## Finale
| FC Aberdeen                                | FC Aberdeen | Glasgow Rangers | Glasgow Rangers |
| ------------------------------------------ | --- | --- | --------------- |
| FC Aberdeen                                | \| 23. Oktober 1988 in Glasgow (Hampden Park) \| \| Ergebnis: 2:3 (1:1) \| \| Zuschauer: 72.122 \| \| Schiedsrichter: George Smith \|                                                                                      | \| 23. Oktober 1988 in Glasgow (Hampden Park) \| \| Ergebnis: 2:3 (1:1) \| \| Zuschauer: 72.122 \| \| Schiedsrichter: George Smith \|                                                    | Glasgow Rangers |
| FC Aberdeen                                | Theo Snelders – Stewart McKimmie, Willie Miller , Alex McLeish, David Robertson – Bobby Connor, Neil Simpson (Brian Irvine), Jim Bett, John Hewitt – Charlie Nicholas, Davie Dodds Cheftrainer: Alex Smith und Jocky Scott | Chris Woods – Gary Stevens, Richard Gough, Terry Butcher , John Brown – Davie Cooper, Ian Ferguson, Ray Wilkins, Mark Walters – Ally McCoist, Kevin Drinkell Cheftrainer: Graeme Souness | Glasgow Rangers |
| FC Aberdeen                                | 1:1 Davie Dodds (20.) 2:2 Davie Dodds (63.) | 0:1 Ally McCoist (14., Elf.) 1:2 Ian Ferguson (56.) 2:3 Ally McCoist (86.) | Glasgow Rangers |
| 23. Oktober 1988 in Glasgow (Hampden Park) | | |                 |
| Ergebnis: 2:3 (1:1)                        | | |                 |
| Zuschauer: 72.122                          | | |                 |
| Schiedsrichter: George Smith               | | |                 |